# Ноймюле/Ельстер
Ноймюле/Ельстер (нім. Neumühle/Elster) — громада в Німеччині, розташована в землі Тюрингія. Входить до складу району Грайц.
Площа — 8,38 км². Населення становить Невірний параметр metadata 16 076 052 ос. (станом на 31 грудня 2021).